# Крок (видавництво, Тернопіль)
Видавництво «Крок» створене у 2009 році в Тернополі Юрієм Завадським. Видавництво спеціалізується на виданні поезії та перекладної літератури. Завдяки широкій міжнародній співпраці видано переклади з багатьох іноземних мов.
Спільнота видавництва «Крок» активно розробляє кілька некомерційних проектів, пов'язаних з візитами іноземних літераторів до України. Центральний проект видавництва — серія перекладної поезії. У цій серії вийшли книжки:
1.     Малґожата Лебда (Польща). Холод
2.     Ейрікур Йорн Норддаль (Ісландія). Оралорія: непоправна втрата фантазії
3.     Катаріна Куцбелова (Словаччина). Знає, що зробить
4.     Інґмара Балоде (Латвія). Альба
5.     Тадеуш Домбровський (Польща). Засіб вираження. 2019.
6.      Яна Орлова (Чехія). Падло й інші вірші
7.      Роман Хонет (Польща). Світ належав мені
8.      Паата Шамуґія (Сакартвело). Шизовірші
9.      Міхал Талло (Словаччина). Антимність
10.  Браяр Вуд (Нова Зеландія). Равахі — другий берег
11.  Сері Барфорд (Нова Зеландія). Слово тапи
12.  Дмитро Кузьмін (Росія/Латвія). Ковдри не передбачені
13.  Ґоко Здравескі (Македонія). Тіло все пам'ятає
14.  Марія Ференчугова (Словаччина). Імунітет
15.  Юріс Хелдс (Латвія). Потай
16.  Ерік Шімшік (Словаччина). Чабайська ковбаса та інші копченості
17.  Крістіан Ґуттесен (Ісландія). Ложки-виделки
18.  Марюс Бурокас (Литва). Найменші речі
19.  Раян Ван Вінкл (Шотландія). Добра темрява
20.  Бронка Новіцька (Польща). Нагодувати камінь
21.  Ерлінґ Кіттельсен (Норвегія). Вірш як місто
22.  Улдіс Берзіньш (Латвія). Пам'ятник козі
23.  Маріс Салейс (Латвія). Мамо я бачив цю пісню
24.  Кнутс Скуєнієкс (Латвія). Мала моя батьківщина
25.  Кірі Піагана-Вонг (Нова Зеландія). Нічне купання
26.  Гінтарас Граяускас (Литва). Апостол низьких частот
27.  Клаус Анкерсен (Данія). Несподіваний збіг
28.  Шота Іаташвілі (Сакартвело). Олівець у землі
29.  Адам Відеман (Польща). Нове помешкання
30.  Ярослав Міколаєвський (Польща). Хребет моєї дружини
31.  Рон Вінклер (Німеччина). Фрагментовані водойми
32.  Еміль Хьорвар Петерсен (Ісландія). Лисиця
33.  Роберт Саллівен (Нова Зеландія). Мій рід пливе на хвилях голосу
34.  Евгеніуш Ткачишин-Дицький (Польща). Син Груднихи
35.  Ристо Раса (Фінляндія). Березовий рум'янець
36.  Дарен Камалі (Нова Зеландія). Казки, вірші та пісні підводного світу
37.  Карло Міла (Нова Зеландія). Риба-мрія пливе
38.  Енрік Казасес (Каталонія). Фосфоресцентні канарки
39.  Альберт Вендт (Нова Зеландія). Від Гаваїв до Аотеароа
40.  Селіна Тусітала Марш (Нова Зеландія). Tusitala
41.  Раґнар Стрьомберґ (Швеція). Жовтоока
42. Зоран Жмирич (Хорватія). Записано кулею

## Монографії
«Українська школа» у польській та австрійській літературі. Життя і творчість Томаша Падури: факти і проблеми: Колективна монографія / За заг. ред. Глотова О. Л. – Тернопіль: Видавництво «Крок», 2024. – 192 с. ISBN 978-617-692-870-6,